# كفر حجاج
قرية كفر حجاج هي إحدى القرى التابعة لمركز المنزلة في محافظة الدقهلية في جمهورية مصر العربية. حسب إحصاءات سنة 2006، بلغ إجمالي السكان في كفر حجاج 2487 نسمة، منهم 1214 رجل و1273 امرأة.